# Bitwa morska pod Side
Bitwa morska pod Side (bitwa nad Eurymedonem) – starcie zbrojne w roku 190 p.n.e. w trakcie wojny Rzymu z seleuckimi wojskami Antiocha Wielkiego. 
Latem roku 190 p.n.e. flota Antiocha dowodzona przez Kartagińczyka Hannibala, wskutek złych warunków żeglugowych (niekorzystne wiatry etezyjskie) zatrzymała się przy południowych wybrzeżach Azji Mniejszej. W odpowiedzi sprzymierzeni z Rzymem Rodyjczycy wysłali przeciw niej dwie eskadry dowodzone przez Eudamosa i Pamfilidasa. Po ich połączeniu flota rodyjska oczekiwała nieprzyjaciela w strategicznym punkcie wybrzeża, jakim było Phaselis.  Groźba epidemii skłoniła jednak do odejścia stamtąd i zakotwiczenia u ujścia rzeki Eurymedon w Zatoce Pamfilijskiej. Wkrótce obaj przeciwnicy otrzymali wiadomość o swej obecności, co spowodowało, że w dniu bitwy opuścili rankiem swe kotwicowiska, a następnie na morzu wzajemnie weszli w kontakt wzrokowy.
Zespół dowodzony przez Hannibala górował siłą i liczebnością nad okrętami przeciwnika; wódz rozwinął go w szyku liniowym, dowodząc lewym skrzydłem wysuniętym w kierunku otwartego morza, podczas gdy prawym dowodził seleucki Apollonios. Natomiast Eudamos poprowadził swe okręty w szyku torowym, dowodząc czołem rozciągniętej kolumny, której środek powierzył Pamfilidasowi, a tyły Chariklejtosowi.  
Przewaga liczebna umożliwiła Hannibalowi początkowy sukces nad nieprzyjacielem. Później jednak doświadczenie Rodyjczyków, ich umiejętności manewrowe i jakość jednostek bojowych zdecydowały o odwróceniu ról w przebiegu bitwy.
Bliskość lądu uniemożliwiła na wstępie Eudamosowi na lewym skrzydle manewr wymuszonego rozwinięcia floty, dlatego okręty Hannibala zaatakował zaledwie 5 jednostkami. Rozwijane z marszu w szyk liniowy pozostałe okręty rodyjskie dopiero po pewnym czasie zajęły właściwe pozycje na skrzydłach i w centrum. Lewe skrzydło rodyjskie wprawdzie zmusiło do ucieczki Apolloniosa na prawym skrzydle nieprzyjaciela, za to Hannibal na drugim skrzydle zyskał przewagę okrążając Eudamosa. Gdy jednak Rodyjczyk wezwał na pomoc okręty lewego skrzydła, które z powodzeniem uderzyły na przeciwnika z flanki, flota Antiocha, poniósłszy cięższe straty, wycofała się na wschód do cylicyjskiego Korakesion.